# Calima el Darién
Pour les articles homonymes, voir Calima.
Calima el Darién est une municipalité située dans le département de Valle del Cauca, en Colombie.